# Firestone (canção)
"Firestone" é uma canção do DJ norueguês e produtor musical Kygo, com os vocais do cantor australiano Conrad Sewell. Foi lançado em 1 de dezembro de 2014, o single alcançou o número um da VG-lista, a parada musical oficial da Noruega e tornou-se um grande sucesso internacional de Kygo, a canção apareceu em outras paradas.

## Faixas
| Download digital |                                 |         |  |
| N.º              | Título                          | Duração |  |
| 1.               | "Firestone" (com Conrad Sewell) | 4:32    |  |

| Download digital; Versão brasileira |                                                           |         |  |
| N.º                                 | Título                                                    | Duração |  |
| 1.                                  | "Firestone" (com Conrad Sewell)                           | 4:33    |  |
| 2.                                  | "Firestone (Versão Fireworks)" (com Conrad Sewell)        | 3:56    |  |
| 3.                                  | "Firestone (Versão Acústica Ao Vivo)" (com Conrad Sewell) | 3:46    |  |